# Roux (Charleroi)
Pour les articles homonymes, voir Roux.
Roux, ou dans sa forme complète, Roux-lez-Charleroi (en wallon El Rou-dlé-Tchålerwè, localement Au Roû) est une section de la ville belge de Charleroi située en Wallonie dans la province de Hainaut.
L'histoire de Jumet, celle de Heigne et celle de Roux sont allées de pair, à quelques exceptions près jusqu'à ce que l'arrêté royal de Guillaume Ier des Pays-Bas, du 16 janvier 1819, fasse de Roux une commune à part entière jusqu'à la fusion des communes de 1977.

## Étymologie
Rodo : défrichement.
Rode : mot francique désignant un endroit défriché dans la forêt primaire.

## Géographie

### Géographie physique

#### Relief
Altitudes : minimum de 106 m à la rue de la Victoire (le long du canal) et maximum de 170 m en haut de la rue Bennert marquant la limite des sections de Roux et Jumet (lieu-dit Bayemont).

#### Géologie
En dehors des alluvions modernes de la vallée, le territoire de Roux est tout entier compris dans la zone carbonifère représentée ici par des terrains où la houille abonde.

#### Hydrographie
Roux est traversé par trois ruisseaux :
- le Piéton qui longe le canal Bruxelles-Charleroi[7],[8],[9].
- le Plomcot (ou Moulin de Souvret) qui est un affluent du Piéton.
- le Préa qui est un affluent du Plomcot.

### Géographie politique
Avant 1819, voir Jumet - Géographie politique.
Enfantement de Roux.
À la fin de l'année 1815, dès la constitution du royaume uni des Pays-Bas (voir ci-dessus), les habitants du Roux adressent au roi Guillaume Ier une longue supplique circonstanciée, demandant la séparation d'avec Jumet. Dans sa plus grande largeur, en effet, Jumet s'étendait sur plus de 9 km. de Ransart à Courcelles (lieu-dit Rianwelz). La commune de Jumet est, avant la séparation, divisée en quatre sections. Les habitants de la quatrième section, composée des hameaux du Roux, de Hubes et de Wilbeauroux réclament l'indépendance, arguant de la distance à parcourir pour atteindre la mairie de Jumet et des inconvénients y afférents. En fait, saignée à blanc par les réquisitions de l'armée française, la commune de Jumet est si pauvre que ses maigres ressources ne lui permettent pas de construire une mairie. Pendant plusieurs années, au grand dam des édiles municipaux, ceux-ci n'auront d'autre possibilité que de se réunir dans un cabaret. En conséquence, Jumet veut conserver les revenus municipaux produits par les 670 habitants occupant les 145 maisons de la quatrième section.

### Géographie ecclésiastique
De la période franque (888) au Concordat (1801), voir Jumet - Géographie ecclésiastique.
Jusqu'à ce que Mgr Hirn, évêque de Tournai, décide en 1805, de faire de Roux une paroisse à part entière, le village n'est sur le plan religieux qu'une « succursale » de la paroisse Saint-Sulpice à Jumet Chef-Lieu. Si l'on sait que, du centre de Roux au Chef-Lieu, il y a près de 8 km aller-retour, on imagine quelle pénitence ce trajet représenta pendant des siècles pour les Roviens.

Sous l'Ancien Régime (diocèse de Namur), Roux dépend du décanat de Fleurus et a pour collateur (bénéfice ecclésiastique) le prieur d'Oignies. 

En 1977, Roux est une paroisse du doyenné de Jumet et du diocèse de Tournai. Le culte est célébré à Roux-Centre, église de l'Assomption, à Roux-Hubes, chapelle Saint Antoine de Padoue et à Roux-Bassée, chapelle Notre-Dame de Grâce.

### Toponymie de quelques quartiers
- Les Aiselies : dérive du nom « argile »[12]. D'importants dépôts d'argile tapissent les flancs de la vallée du Piéton.
- La Bassée : cette appellation, très commune dans la toponymie française et belge, désigne une mare située dans une dépression de terrain.
- Le Calvaire : un calvaire était érigé dans ce quartier de la place Gambetta, urbanisé au XIXe siècle.
- Le Centre : le cœur de la commune, appelé « le village » avant la séparation d'avec Jumet.
- Hubes : nom d'origine germanique huba à rapprocher du flamand hoeve désignant une ferme; au XVIIIe siècle, le hameau de Hubes était une terre de Gosselies.
- La Lorraine : ce quartier tire son nom de la présence dans ce quartier de Lorrains de souche, soldats, verriers ou mineurs. Cette hypothèse semble la plus plausible, les patronymes locaux à consonance lorraine et alsacienne en sont la trace.
- Le Martinet : le « camp »,- entendons par là, la campagne du Martinet - est déjà signalé en 1785 sur un plan des terres de Sart-les-Moines situées sur le territoire actuel de Roux. Mais le nom est d'origine incertaine, tandis que la définition courante était, à l'époque, « petit marteau des cloutiers ».
- Wilbeauroux : nom très ancien, d'origine germanique, signifiant « Sart de Willibold ». Autre toponymie : terre (essartée) de Wibalt-Rubers[13],[14].

### Principaux axes routiers
Les deux axes routiers ci-après figurent déjà sur les cartes de cabinet des Pays-Bas autrichiens, levées à l'initiative du comte de Ferraris de 1770 à 1778. Ils sont partiellement parcourus par les marcheurs du tour de La Madeleine, fleuron du folklore de Jumet. 

Axe routier sud-nord de Marchienne-au-Pont à Courcelles (Trieu) : rues de Marchienne et de Courcelles, actuelle Nationale 584.

Axe routier est-ouest de Jumet (Heigne) à Courcelles (Souvret) : rue de Heigne, pont enjambant le canal, rues Maréchal Foch et des Alliés, rue Jules Boulvin, rue Sart-lez-Moulin

### Transports publics

#### TEC Charleroi(Transports en commun)
La localité est sillonnée par les bus du TEC Charleroi des lignes 41 et 43 + 83.

#### Voies ferrées (Infrabel)
La gare de Roux, devenue un point d'arrêt non gardé (PANG), est sillonnée par :
1. la voie d'accès nord à la gare de formation de Monceau, électrifiée sous 3000V CC., ancienne voie 1.
2. la ligne 124 A, doublement de la ligne 124 entre Luttre et Charleroi-Central : double voie électrifiée sous 3000V CC., voies 2 et 3.
3. la ligne 124 de Bruxelles-Midi à Charleroi-Central : double voie électrifiée sous 3000V CC., voies 4 et 5.

### Ponts et passerelle
Pendant la seconde moitié du XIXe siècle, le canal Bruxelles-Charleroi mis au gabarit de 300 T. est enjambé par :

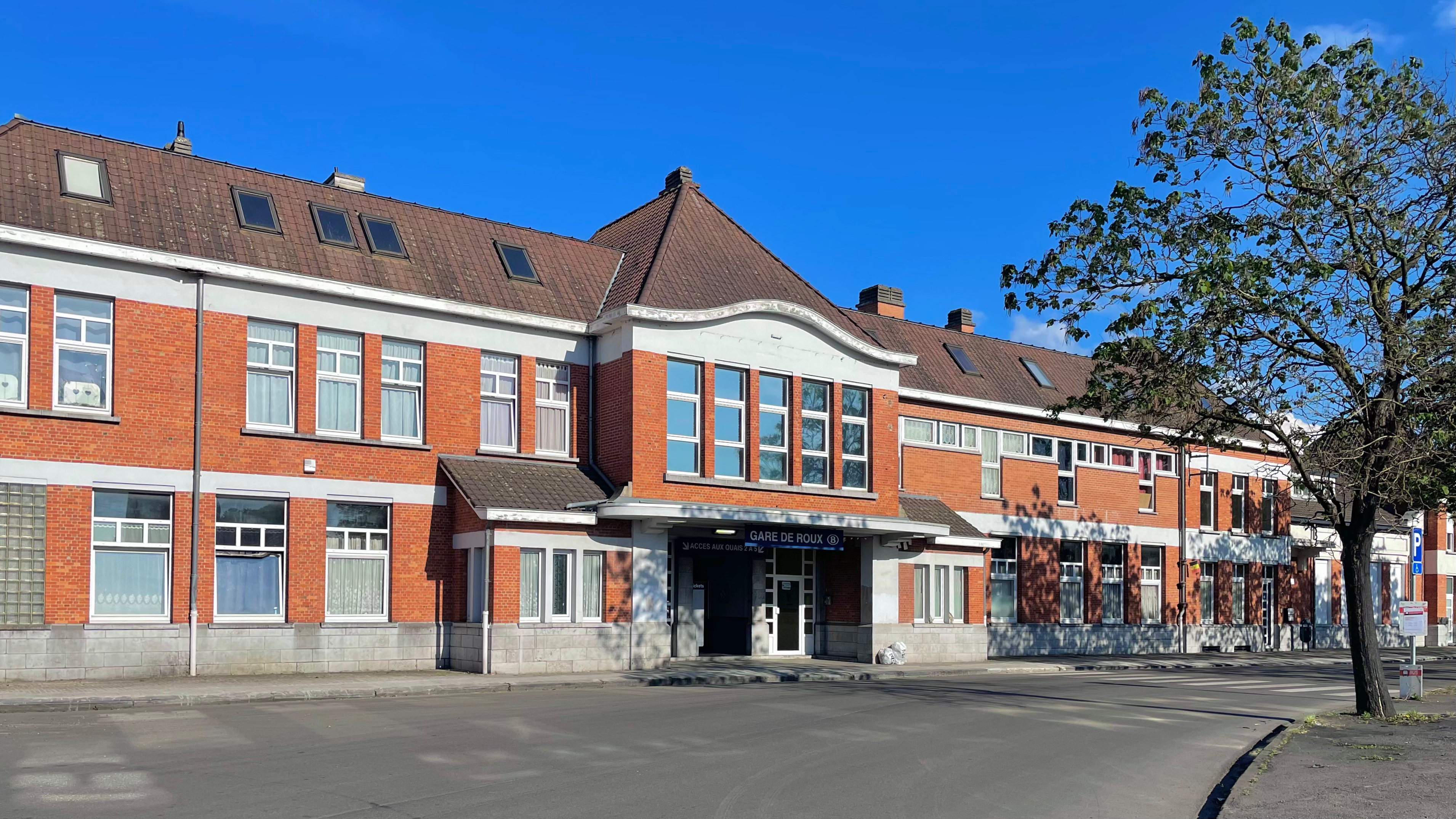
La gare de Roux.

- La gare de Roux.un pont ferroviaire fixe du raccordement au réseau du triage-lavoir des Charbonnages du Centre de Jumet. Ce pont, remplacé dans les années 1950, est actuellement sur l'itinéraire du RAVeL Trazegnies-Châtelet.
- deux ponts mobiles dans la partie la plus peuplée de la commune, qui relient le quartier - à l'est - de la Bassée, la Lorraine et les Aiselies aux autres quartiers - à l'ouest - du Centre et du Calvaire :
  - le pont du Danube : dans le prolongement de la rue Foch.
  - le pont Mottet ou pont des Aiselies, à l'emplacement de la passerelle (piétonne) actuelle.

Mis au gabarit européen de 1 350 tonnes dans les années 1950, le canal est enjambé par le pont du canal (routier) actuel pour remplacer le pont du Danube.

## Démographie
| 1801       | 1846  | 1900  | 1947  | 1977  | 2001  | 2008  |
| ---------- | ----- | ----- | ----- | ----- | ----- | ----- |
| Avec Jumet | 3 109 | 9 493 | 9 591 | 9 975 | 9 044 | 8 899 |

De 1819 à 1890, la population et l'habitat explosent, comme on peut en juger par les chiffres ci-dessous :
- 1819 : +/-1 820 habitants et +/-400 habitations
- 1830 : +/-2 200 habitants et +/-470 habitations
- 1840 : +/-2 600 habitants et +/-580 habitations
- 1850 : +/-3 600 habitants et +/-840 habitations
- 1860 : +/-4 600 habitants et +/-1 100 habitations
- 1870 : +/-6 000 habitants et +/-1 470 habitations
- 1880 : +/-7 500 habitants et +/-1 710 habitations
- 1890 : +/-8 700 habitants et +/-2 000 habitations

## Histoire

### Première occupation

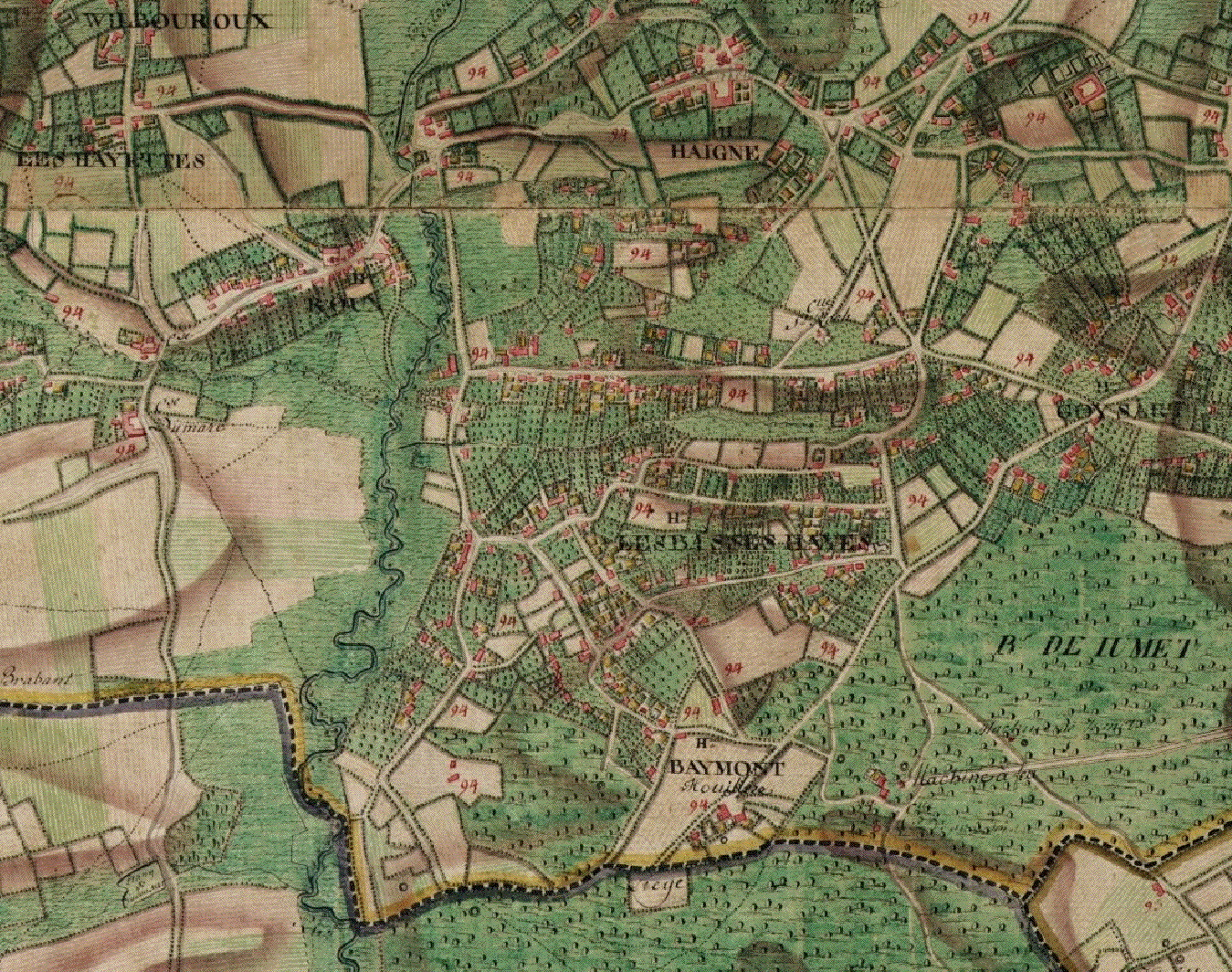
Les « Basses Haies » (la Bassée), noyau originel de la localité selon André Herregods.

Le défrichement se situe entre 700 et 800, à l'époque mérovingienne, à l'initiative des moines de l'abbaye de Lobbes, elle-même fondée entre 640 et 680. La Descriptio Villarum de 868-869 fait état d'un domaine rovien de 8 manses (+/- 120 hectares). Selon l'historien carolorégien Robert Hug, le domaine appelé « Jumet » aurait été constitué dès l'époque mérovingienne d'une villa principale (GIMIACUS) à laquelle auraient été rattachées ultérieurement deux terres satellites, HUNIA et RODIUS. Pendant 900 ans au moins, les terres de Jumet, Roux et Heigne sont considérées comme un bloc composé de 3 entités distinctes.
Les exemples sont nombreux:
- en 868-869, le Polyptyque et la « Descriptio Villarum »
- en 1235, le Cartulaire des Comtes de Namur : « … Villas de Gimini, Rues et Hugne »
- en 1265, le Cartulaire des Comtes de Hainaut : « … à Gymi et Hugne, au Rues »
- en 1334, les archives de la cathédrale de Liège : « … Villes de Hogne, Gimer et Roes dessous Hogne »
- en 1353, le Cartulaire des Comtes de Hainaut : « Hongne, Gimy et Ruez »
- en 1473, l'assiette des impôts sous Charles le Téméraire : « Hoingne, Jumez et le Roulx dessous Hoingne »
- en 1702, une « attestation » du Prince-Évêque de Liège affirme la souveraineté de ce dernier sur les terres de « Jumet, Heigne et le Roux »

### De 1200 auXVIIIesiècle
L'entité territoriale Jumet - Heigne - Roux est à la frontière du Brabant, du Hainaut, du Namurois et de la principauté de Liège. Cette situation singulière vaut aux seigneurs de droit, les princes-évêques de Liège, beaucoup de tracasseries, chicaneries, procès et arbitrages jusqu'au 28 juin 1780, lorsque les trois terres deviennent officiellement « terres franches du Brabant en pays de Liège » pendant 15 ans jusqu'à ce que le décret du 13 Fructidor, An III (30 août 1795) les incorpore au département de Jemmapes (orthographe de l'époque) créé en 1793.

### Le régime français
Le 20 septembre 1792, la victoire de Valmy sauve la France de l'invasion étrangère. Peu après, le général français Dumouriez reçoit l'ordre d'occuper les Pays-Bas autrichiens : sa victoire de Jemmapes, le 6 novembre 1792, fait de l'entité une terre française jusqu'en 1815, avec une parenthèse qu'ouvre la défaite du même Dumouriez à Neerwinden, le 18 mars 1793, et que ferme la victoire remportée à Fleurus, le 26 juin 1794, par le général français Jourdan, commandant en chef de l'armée de Sambre-et-Meuse. Lors de cette bataille, le front Jourdan de 30 km passe par Roux, défendu par la 71e demi-brigade de la division Kléber, commandée par Bernadotte qui deviendra maréchal d'empire et roi de Suède. Le 14 juin 1815 - peu avant la défaite définitive des Français à Waterloo le 18 juin 1815 - Roux est occupé par des troupes du 1er corps d'armée du Bas-Rhin commandé par le lieutenant-général prussien von Zieten, qui en sera chassé le jeudi 15 juin par les Français du 1er corps de cavalerie commandé par Pajol.

Sous le régime français, la restructuration territoriale opérée le 15 octobre 1804 par échange de terres entre Gosselies et Jumet donne à cette dernière, sur le territoire actuel de Roux, les lieux-dits Sart-les-Moines, Naye-à-bois, les Hayettes, la Rochelle, Plomcot, le Martinet, Charlepré et des bois aujourd'hui complètement disparus (Bois Brûlé, Bois Saint-Michel, Bois de la Blanche-Tête, etc.).

### Le royaume uni des Pays-Bas
Après la défaite française de Waterloo, les 9 départements français qui forment la Belgique actuelle sont réunis aux anciennes Provinces-Unies pour former le royaume uni des Pays-Bas sur base d'une loi fondamentale - en néerlandais : Grondwet van het Koningrijk der Nederlanden - un État correspondant au Benelux actuel. Un événement capital pour l'histoire de Roux survient durant cette période : l'érection de Roux en commune totalement indépendante de Jumet.
En 1805, Monseigneur Hirn, évêque de Tournai, avait fixé les limites des paroisses de Gosselies et Jumet et des paroisses de Jumet et de Roux. Cette délimitation préfigurait la séparation civile décidée par l'arrêté royal de Guillaume Ier des Pays-Bas, du 16 janvier 1819, faisant de Roux une commune à part entière. Le 13 avril 1819, l'ingénieur vérificateur du cadastre de la province de Hainaut présente à la signature de monsieur Preux, maire de Gosselies, de monsieur Houtart, maire de Jumetz (orthographe de l'époque), de Monsieur Pouillon, maire de Marchienne-au-Pont et de Monsieur Fontaine, maire de Courcelles les plans - commentés avec précision - qui délimitent leur commune respective et celle de Roux. Ces documents sont approuvés par le gouverneur de la province de Hainaut, à Mons, le 15 mai 1819. Le territoire de la nouvelle commune comprend une partie de Sart-les-Moines sur la rive droite du Piéton, Naye-à-Bois, les Hayettes, la Rochelle, Plomcot, le Martinet, Wilbeauroux, Judonsart, Hubes, Nolichamps, la Bassée, le Sarty, les Aiselies et enfin le Roux lui-même qui n'était à l'époque qu'un hameau.

Un second événement capital survient durant cette période : le début de la mise en chantier du canal Bruxelles-Charleroi pour acheminer à bon compte et sûrement le charbon de terre, extrait dans le bassin de Charleroi, vers les lieux de consommation Bruxelles, Louvain, Malines, Anvers… Mis en chantier en 1827 et mis en service en 1832, ce premier canal de 2 mètres de profondeur permet la navigation d'un bateau nouveau et révolutionnaire, le « baquet de Charleroi », appelé communément « sabot », au gabarit de 70 T. à un enfoncement de 1,80 m. Porté au gabarit de 300 T de 1873 à 1893 en ce qui concerne le versant Sambre (tunnel de Godarville - Sambre), il est au gabarit de 1 350 T depuis 1955, à la traversée de Roux.
La révolution belge de 1830 met fin au royaume uni des Pays-Bas. Cinq volontaires roviens y participent : Charles-Louis Beugnier, François Detron, Pierre Hisbeque, Jean-Joseph Scouvart et son fils Pierre-Joseph.

### De1830à lafusion des communesen1977
C'est à Roux qu'en 1875 l'ingénieur allemand naturalisé belge Martin-André Oppermann (1845-1930) installe le four à bassin à fusion continue alimenté au gaz pour la production de verre. C'est également Oppermann qui installe le premier grand four à bassin aux verreries Jonet en 1877. Les fours à bassin ont par la suite été adoptés dans les autres verreries en Belgique.

#### Événements de mars 1886
Depuis des dizaines d’années, la législation maintient le peuple dans l’arriération sociale grave voire sordide, malgré le développement, la multiplication considérables des outils de production et l’accroissement de la richesse du pays. En conséquence : des horaires de travail inhumains (de 5 h du matin à 19 h, en été), des salaires de misère dus aux rapports biaisés patronat-prolétariat, le truck system, l'interdiction de se syndiquer ou de faire grève, l’entassement et la promiscuité dans des logements exigus, les abus en ce qui concerne le travail des femmes et des enfants, une alimentation médiocre, la vie familiale quasiment confondue avec l’animalité, l’alcoolisme, la maladie, la prostitution, une instruction élémentaire presque impossible à dispenser, des légions d'enfants abandonnés, etc..

Au sortir de l’hiver 1885-1886 la région de Liège connaît la première grande explosion de la colère ouvrière en Wallonie. Publié au mois de mars 1886 et largement diffusé, le Catéchisme du Peuple écrit par le socialiste borain Alfred Defuisseaux, a agi comme une étincelle au sein du prolétariat wallon. Dans la région de Charleroi, le 25 mars, au puits Sainte-Henriette du charbonnage du « Bois communal de Fleurus », des ouvriers manifestent leur mécontentement au vu de leur salaire raboté. Le vendredi 26 mars, ils invitent l'équipe du matin à partir en grève. Une bande de grévistes incite — souvent par la force, mais avec succès — les ouvriers des charbonnages voisins à cesser le travail et à les accompagner : vers 15 heures, la bande compte au moins 500 personnes qui paralysent la production des usines et charbonnages de la région. Pour faire face à l'émeute, des troupes sont envoyées en renfort du 1er chasseur traditionnellement fixé à Charleroi. Vers 20 heures, à Roux, les bureaux du Puits no 4 du charbonnage du Martinet sont incendiés par des émeutiers venus de Marchienne. À 21 heures, la bande considérablement renforcée saccage et incendie les bureaux des « Verreries et Glaceries du Hainaut », près de Plomcot, défiant les militaires venant de Tournai et fraîchement débarqués à Charleroi. Les soldats prennent position et après les sommations, font usage de leurs armes, faisant 5 tués et 10 blessés graves. La journée du 27 mars est marquée par une nouvelle fusillade ; une bande estimée à 700 manifestants venus de Jumet fait face à des éléments du 3e régiment de chasseurs à pied, près des verreries Bougard, situées à l'emplacement de l'actuelle place Wauters à Roux. Le feu est ordonné, une dizaine d'hommes sont tués sur place, quatre blessés mortellement et quatre autres grièvement blessés. Le camp des manifestants a toujours prétendu qu'il n'y avait pas eu de sommations. Beaucoup de victimes des fusillades — certaines non identifiées — ont été inhumées dans le cimetière de Roux, où leur tombe est toujours visible.
Après les émeutes sanglantes de mars 1886, une législation sociale verra le jour quelques mois plus tard, c'est le discours du Trône qui paraît au Moniteur belge le 9 novembre 1886 :
« La situation des classes laborieuses est hautement digne d'intérêt et ce sera le devoir de la législature de chercher, avec un surcroît de sollicitude, à l'améliorer. Peut-être a-t-on trop compté sur le seul effet des principes, d'ailleurs si féconds, de liberté. Il est juste que la loi entoure d'une protection spéciale les faibles et les malheureux. Il convient notamment de favoriser la libre formation de groupes professionnels, d'établir entre les chefs d'industrie et les ouvriers des liens nouveaux sous forme de conseils d'arbitrage et de conciliation, de réglementer le travail des femmes et des enfants, de réprimer les abus qui se produisent dans le paiement des salaires, de faciliter la construction d'habitations ouvrières convenables, d'aider au développement des institutions de prévoyance, de secours, d'assurances et de pensions et de chercher à combattre les ravages de l'ignorance et de l'ivrognerie. »
 Effectivement, la législation sociale démarra : versement de l'intégralité du salaire en monnaie légale et non en nature, limitation stricte du travail des femmes et des enfants, établissement de règlements d'atelier précisant toutes les modalités du travail, élaboration de conventions collectives applicables à toutes les entreprises d'un secteur, réparation des accidents de travail, repos dominical. Et, en 1893, le suffrage universel (masculin) tempéré par le vote plural se substituera au suffrage censitaire et amènera 28 socialistes au Parlement, à la faveur des élections législatives de 1894.

#### Escarmouche franco-allemande du22 août 1914
Le dimanche 2 août 1914 à 19 heures, von Below, ambassadeur d'Allemagne à Bruxelles, remet à Julien Davignon, ministre belge des affaires étrangères l'ultimatum allemand : le gouvernement allemand prend prétexte de l'invasion imminente de la Belgique par les troupes françaises pour justifier sa décision « de prévenir l'attaque de l'ennemi ». Pour toute réponse, le gouvernement belge se déclare « fermement décidé à repousser, par tous les moyens en son pouvoir, toute atteinte à son droit ». À côté de l'armée régulière le gouvernement mobilise la garde civique. Dès le matin du 4 août, les troupes allemandes franchissent la frontière par toutes les routes qui relient la province de Liège à la région d'Aix-la-Chapelle. Le 7 août, le général allemand Erich Ludendorff s'empare par surprise de la ville de Liège, le général belge Gérard Leman replie ses troupes sur le fort de Loncin (au nord-ouest de Liège), mais les obus tirés par les mortiers allemands de 420 en viennent à bout ; le 15 août 1914, le général Leman est retrouvé grièvement blessé dans les ruines du fort. Une rue de Roux porte son nom. 

Les troupes allemandes entrent à Bruxelles le 20 août 1914 et suivant l'axe nord-sud Bruxelles-Charleroi, trois armées allemandes convergent vers la vallée de la Sambre pour prendre en tenaille et détruire la 5e armée française du général Lanrezac : à l'ouest la 1re armée de von Kluck, au nord la 2e armée de von Bülow et à l'est la 3e armée de von Hausen. Une grande bataille aura lieu à Charleroi et au sud de la ville, mais Lanrezac parviendra habilement à se dégager et à éviter ainsi à la France un nouveau Sedan. Se trouvant à la limite ouest du théâtre d'opérations, Roux est épargnée : 5 maisons seulement sont incendiées à la rue de Marchienne.
 C'est au cours de la retraite française devant l'armée de von Bülow que se situe à Roux le triste épisode de Jean Friot,. La garde civique vient d'être démobilisée le 21 août 1914 et la commune est occupée par des détachements français. Des cavaliers bivouaquent dans les prairies Bouillon, à la rue de Courcelles, dans la ferme Hembise et dans la ferme du Marais. Le 22 août, vers 5 heures du matin, les soldats se regroupent et un détachement se dirige en éclaireur vers Gosselies où il se heurte aux premiers Allemands. Les Français quittent Roux pour occuper les positions stratégiques de Monceau, Marchienne, Gozée et Fontaine-l'Évêque où allait s'amorcer la bataille de la Sambre. Dans l'après-midi, la 2e division de la garde allemande arrive de Courcelles, le défilé dure toute la journée. 
Or, les Français avaient laissé en arrière-garde 5 cavaliers, de tout jeunes gens qui se rendent compte qu'en quittant le centre de la commune, ils rencontreront tôt ou tard l'une ou l'autre colonne allemande. Leur plan de fuite consiste à gagner (vers l'Ouest) Sart-lez-Moulin et de là, piquer vers Anderlues et Binche où ils rejoindraient la cavalerie Bordet et les Anglais. Éperonnant leur monture, ils jaillissent du sentier du cimetière où ils se tiennent tapis et foncent au milieu d'une compagnie allemande dont les hommes, effrayés, s'égaillent de tous côtés. Les cinq Français s'enfuient dans les campagnes du Prince (rue du Prince actuelle) qui dégringolent vers le ruisseau des Claires Fontaines (rue des Claires-Fontaines actuelle). Deux des Français, retardés par les montures hésitant à franchir le ruisseau, s'abattent avec leur cheval sous les coups de feu des Allemands. Un seul se relève et se cache jusqu'à la nuit dans le lit du ruisseau (il sera hébergé par des particuliers pendant les premiers mois de la guerre). Le second, hélas, ne se relèvera jamais. Il s'agit de Jean Friot, du 15e régiment de chasseurs à cheval, âgé de 21 ans, originaire de Rivières, dans la Loire-Atlantique. La commune lui donnera une sépulture décente et son nom sera donné, après la guerre, à la rue qui relie la rue de Courcelles au Tienne des Princes, rue Jean-Friot actuelle.

#### La population dans la guerre 1914-1918

##### Mouvements
Mobilisation militaire : 420 hommes prirent part à la Grande Guerre. 38 n'en revinrent pas, leur nom est gravé sur le mur de l'hôtel de ville de 1895.

Volontariat militaire :  12 volontaires de guerre passèrent par la Hollande pour rejoindre la France ou le Royaume-Uni.

Déportation : 448 furent déportés à Guben, le 22 novembre 1916.

##### Ravitaillement
On pourra juger de la détresse des plus démunis devant l'évolution du coût des denrées alimentaires habituelles. De 1914 à 1918, le prix de :
- 1 kg de farine blanche passe de 0,30 F à 18,00 F (x 60) [x 100 de 1940 à 1945]
- 1 litre de lait passe de 0,24 F à 1,35 F (x 6)
- 1 kg de beurre passe de 3,50 F à 42,00 F (x 12) [x 23 de 1940 à 1945]
- 1 kg de pommes de terre passe de 0,12 F à 3,80 F (x 31) [x 38 de 1940 à 1945]
- 1 kg de sucre passe de 0,64 F à 18,00 F (x 28)
- 1 kg de chicorée passe de 0,55 F à 18,00 F (x 33)
- 1 kg de viande de bœuf passe de 2,50 F à 32,00 F (x 13)
- 1 kg de viande de porc passe de 2,00 F à 25,00 F (x 12)
- 1 kg de café passe de 3,00 F à 85,00 F (x 28) [x 40 de 1940 à 1945]
- 1 kg de chocolat passe de 5,00 F à 110,00 F (x 22)
- 1 kg de savon passe de 0,45 F à 30,00 F (x 67)

Quant à l'huile, elle avait tout bonnement disparu des tables des foyers roviens...

#### Guerre 1940-1945

##### Des résistants sur les ondes radio
Il y a à Roux, dès 1940, de véritables grands résistants (entre autres le bâtonnier du barreau de Charleroi, Constant Renchon, décapité à Wolfenbeutel) et, parmi eux, les animateurs de la radio clandestine « Wallonie - Entre Sambre et Meuse », regroupant plusieurs personnalités roviennes autour de Charles De Backer, propriétaire de la guinguette « Au chant des oiseaux », où était installé l'émetteur. Ancien déporté de la Grande Guerre et radio-amateur depuis 1927, Charles De Backer décide dès juillet 1940 de combattre les Allemands par la voie des ondes. La guinguette - et donc l'émetteur - occupe un emplacement privilégié, au no 87 de la rue Sous-le-Bois, au pied d'un terril boisé. La première émission a lieu, tant bien que mal, le 9 septembre 1940, au départ d'une installation de fortune dissimulée sous les combles de son habitation. Son appareil émet dans la bande des 40 m et est amélioré, en 1941 et en 1942, à l'aide de puissantes lampes oscillatrices volées à l'occupant. Un peu partout, on commence à parler de ce poste dit de « l'Entre-Sambre-et-Meuse » qu'on situe tantôt en France, tantôt au Royaume-Uni. Personne n'imagine qu'il émet depuis la Belgique. Les Allemands cherchent à le situer, mais son emplacement est sa meilleure protection. Les occupants allemands vont jusqu'à offrir 1 000 000 francs à qui fournira des renseignements susceptibles de localiser cet émetteur qui diffuse des listes de traîtres dans tout le bassin carolorégien. Malgré plusieurs chaudes alertes - beaucoup de soldats allemands viennent se rafraîchir à la guinguette ! - la radio de Charles De Backer fonctionne pratiquement sans interruption jusqu'au 6 septembre 1944, trois jours après la libération de Roux.

##### Dégâts collatéraux en1944
Le faisceau de voies de réception, au nord de la gare de formation dite « de Monceau » occupe le territoire de Roux. La gare de formation hébergeait aussi un important dépôt de locomotives à vapeur. En prélude au débarquement allié en Normandie et pour entraver le trafic ferroviaire des armées allemandes vers le futur front de Normandie, des bombardiers B-25 Mitchell des armées alliées attaquent le 15 avril 1944 vers 16 heures. Ce sera le premier d'une douzaine de bombardements de jour, qui ne cesseront qu'au mois de juin, peu après le débarquement de Normandie. Les quartiers du Martinet, du Marais, de Hubes et de la Bassée, proches de Monceau-Formation, sont dévastés, 300 maisons sont détruites.

Le lundi 4 septembre, vers 15 heures, les habitants sont informés de l'arrivée imminente des Américains, aussitôt les drapeaux belges et américains sont arborés. Mais vers 15 heures 30, une colonne blindée allemande circule rue de Marchienne et rue de Courcelles. Comme Jean Friot et ses compagnons l'avaient fait à cheval 30 ans auparavant, un jeune résistant rovien, André Poucet, veut, lui aussi - mais à moto cette fois - forcer le passage. Il est intercepté et emmené sur un char Panzer allemand jusqu'à Courcelles-Trieu où il est abattu en tentant de s'enfuir. Vers 16 heures, les troupes américaines commandées par le lieutenant-général Courtney Hodges arrivent en avant-garde et, défilant toute la nuit et les deux ou trois journées qui suivent, mettent fin à la présence allemande dans la localité.

## Liste des bourgmestres de Roux de 1819 à 1976
- 1819 - 1837 : Thomas-Joseph Martin
- 1837 - 1852 : Lambert-Joseph Bouillon
- 1852 - 1858 : Jean-Baptiste Hembise
- 1858 - 1867 : Pierre-Joseph Bouillon
- 1867 - 1870 : Victor Piraux
- 1870 - 1891 : Jean-Baptiste Falise
- 1891 - 1895 : Gaspard Hembise
- 1895 - 1909 : Alexandre Lepage (f.f.), libéral allié aux socialistes, jamais reconnu comme bourgmestre à part entière par le gouvernement catholique
- 1909 - 1912 : Martin Wittamer
- 1912 - 1920 : Joseph Dewamme, à qui l'on reprocha son attitude « collabo » durant la Première Guerre mondiale
- 1920 - 1933 : Nicolas Souplit, avec intervention d'un bourgmestre f.f., le 1er échevin Jean Vromans, en 1930
- 1933 - 1936 : Gustave Liard, il se tua accidentellement à Sivry
- 1936 - 1940 : Pierre-Joseph Heureux
- 1940 - 1942 : Alfred Glinne, bourgmestre fantoche sous l'occupation jusqu'à l'instauration du Grand Charleroi
- 1944 - 1947 : Pierre-Joseph Heureux
- 1947 - 1951 : Henri Glineur, après la libération, un des deux seuls bourgmestres communistes de Belgique avec Julien Lahaut
- 1951 - 1976 : Martial Hiersoux, dernier bourgmestre de Roux[44].

## Patrimoine et culture

### Patrimoine architectural

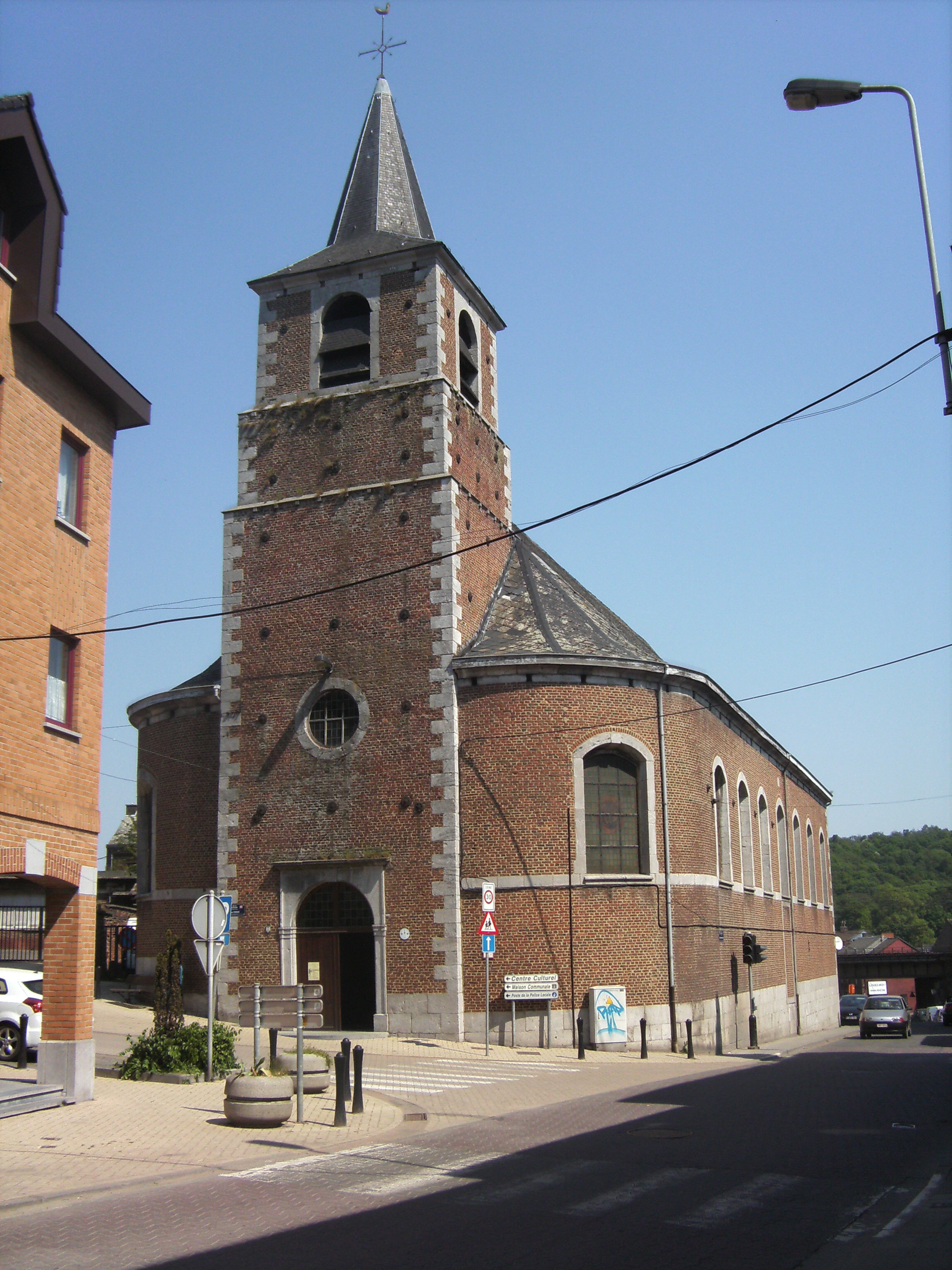
Église de la Sainte-Vierge (Notre-Dame de l'Assomption) - 1785. Classée en 1987[45],[46].
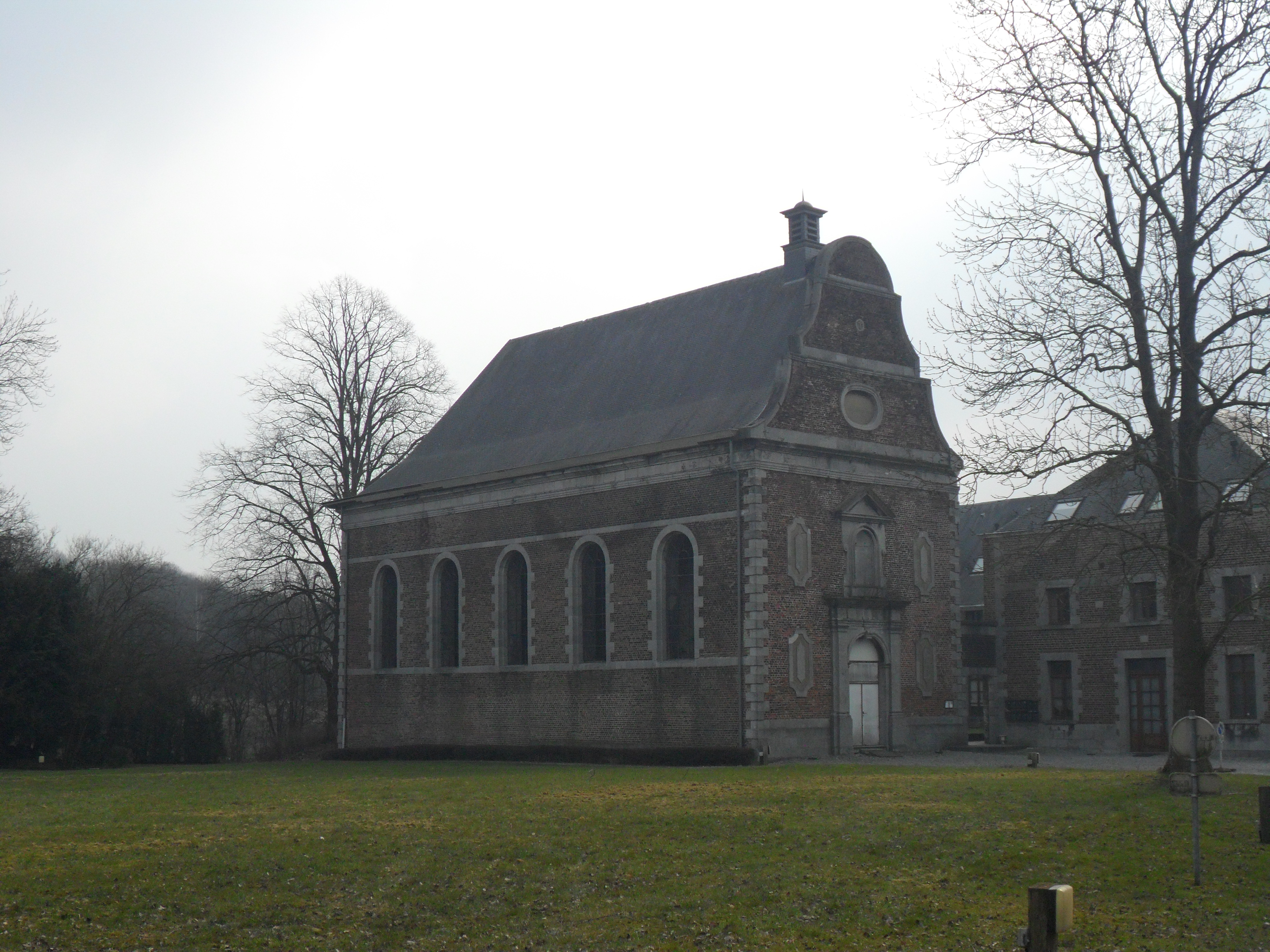
Prieuré Saint-Michel de Sart-les-Moines.
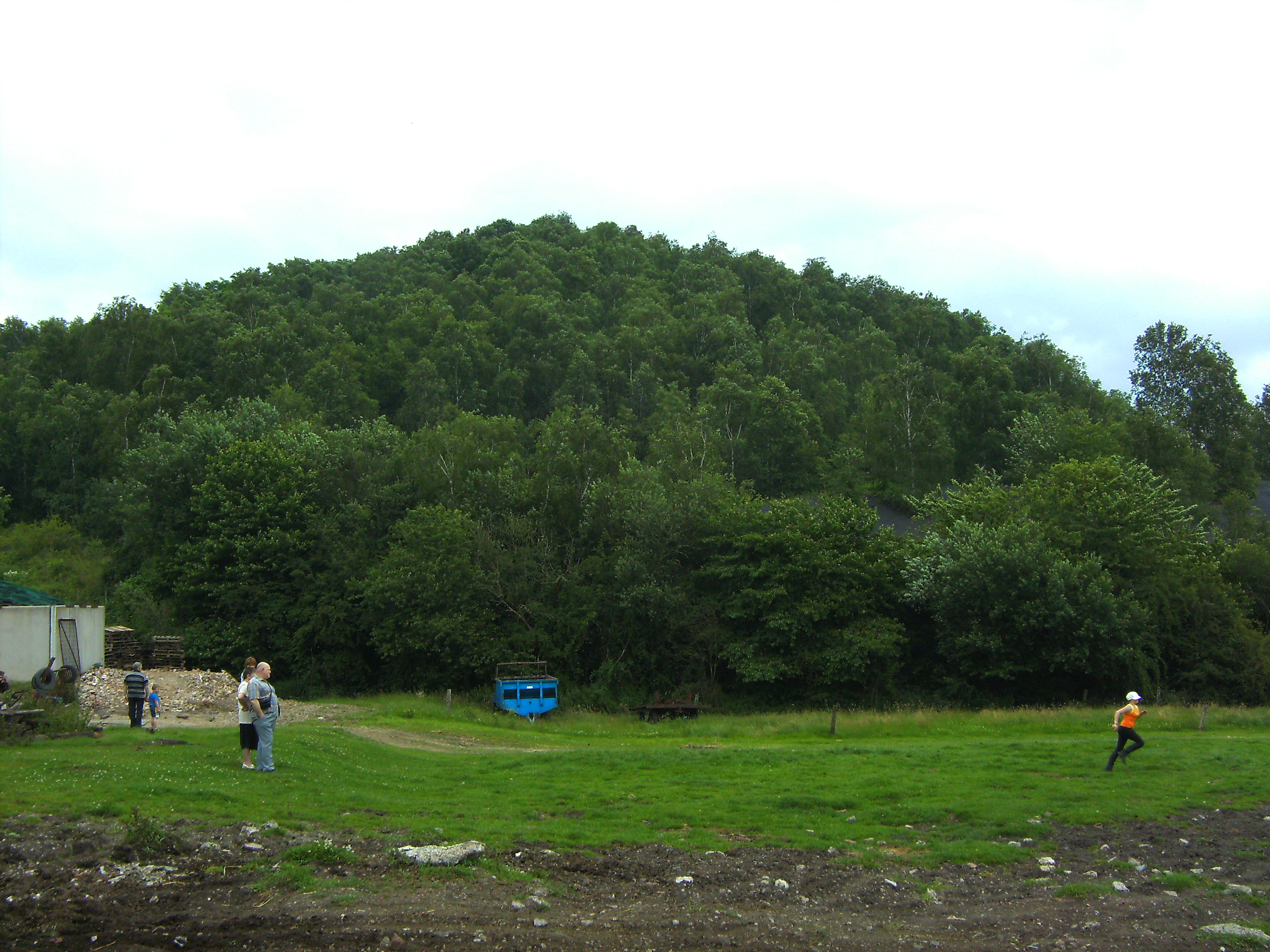
Terrils du Martinet. Classés depuis 1996.
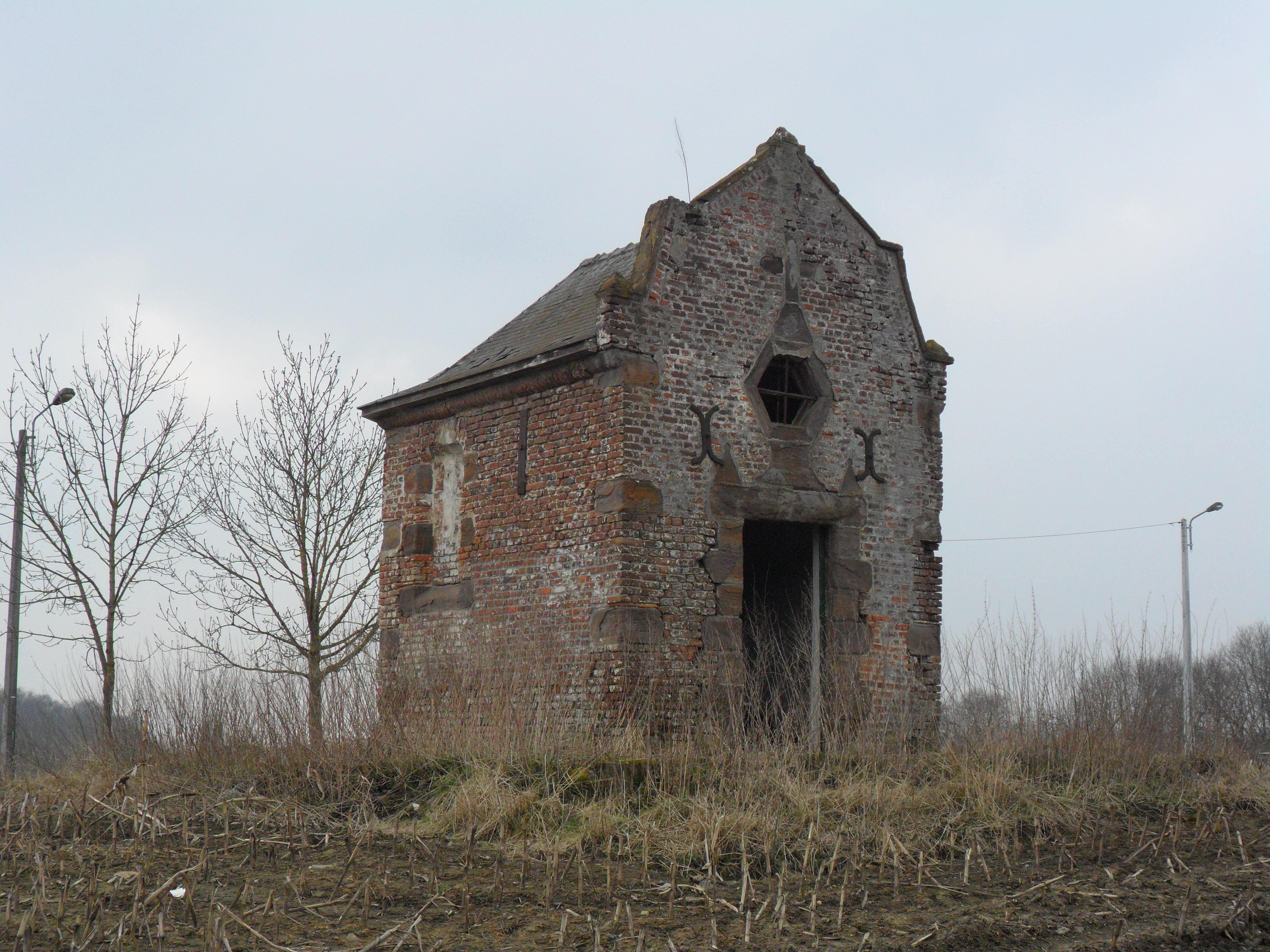
Chapelle Notre-Dame de la Consolation. Restaurée au début du XXe siècle, actuellement abandonnée et saccagée[47],[48].

#### Patrimoine civil
- Hôtel de ville (1895) : le 3 décembre 1888, le conseil décida, par neuf voix contre une, la démolition complète de la maison communale et de la maison presbytérale, ainsi que leur reconstruction. Le conseil communal accepta une somme de 4 000 francs du Charbonnage de La Rochelle et Charnois pour dégradation aux anciens bâtiments, à la suite des travaux souterrains. L'architecte Simon Alexandre, de Trazegnies, fut plébiscité à la majorité absolue pour dresser le projet de reconstruction. Le 24 mai 1895, la Députation permanente de Mons décida l'ouverture des soumissions pour les travaux de reconstruction d'une maison communale avec commissariat de police, école de musique et dépendances[49].
- Maisons anciennes : situées à 100 m de l'église N.D. de l'Assomption, rue des Alliés, no 47 à 51. C'est un ensemble en briques et pierre calcaire remontant à la fin du XVIIIe siècle, divisé et remanié en façade aux no 47 et 51 dans le courant du XIXe siècle. Au no 49, façade de deux niveaux et trois travées de baies originelles, sous arc de décharge de briques : linteau échancré sur montants à deux harpes : porte à traverse de pierre. Frise dentée sous la corniche et bâtière de tuiles[50].

#### Patrimoine religieux

##### Église Notre-Dame de l'Assomption
Église paroissiale de Roux, dotée d'une tour et d'un clocher en 1786 et agrandie - le chœur actuel - en 1856.

##### Prieuré Saint-Michel de Sart-les-Moines
Le prieuré Saint-Michel de Sart-les-Moines fut fondé au début du XIIe siècle. Il fut reconstruit en 1730. Transformés en exploitation agricole et tannerie en 1804, les bâtiments retrouvent leurs vocations religieuses initiales en 1903 par l'arrivée des pères Assomptionnistes venu de France. Il fut abandonné en 1955. Classé en 1986 et restauré à partir des années 1990, il est actuellement un lieu d'habitations.

##### Chapelle Notre-Dame de la Consolation
Un certain sieur Duquesne fait construire, dans le Bois du Sart, la chapelle où une première messe est célébrée dès 1711. Isolé dans les champs, ce petit oratoire en brique et pierre ferrugineuse, restauré en 1922, à l'intérieur saccagé ultérieurement, est aujourd'hui abandonné. Cette chapelle est mieux connue sous le nom de « Saint-Breyaud », parce que les mères avaient pris l'habitude d'y amener leurs enfants pleurnicheurs,.

#### Patrimoine immatériel: folklore
La Marche de la Madeleine : bien que d'origine jumetoise - plus précisément de Jumet (Heigne) - la Marche militaire de la Madeleine qui a lieu annuellement le dimanche le plus proche du 22 juillet, fête de Sainte Marie-Madeleine, fait partie intégrante du folklore rovien. Non seulement Roux est-elle la section de Charleroi que traverse au petit jour et en premier la longue procession, mais encore Roux fournit-elle à la Marche un nombre non négligeable de sociétés. Au contraire des marches très stéréotypées de l'Entre-Sambre-et-Meuse, la Madeleine est une imagerie très changeante et vivante, née au gré des événements nationaux et internationaux.

### Culture

#### Bibliothèque publique
Le réseau des bibliothèques publiques de Charleroi dispose d'une bibliothèque-dépôt - Le Moulin aux Livres - dans le quartier Centre de Roux, rue Alexandre Lepage, no 10.

#### Film tourné à Roux
Le réalisateur Pierre Granier-Deferre, séduit par l'ambiance « années 1930 » du vieux quartier de la Bassée - noyau originel de la localité, selon André Herregods - choisit la rue de la Lorraine, bordée de nombreuses maisons ouvrières frileusement collées l'une à l'autre, pour servir de lieu de tournage d'une scène du film L'Étoile du Nord, sorti en 1982.

## Tourisme vert

### Promenades vertes

#### RAVeL 1 et 3
La section de Roux est :
- coupée en deux quartiers par le canal Bruxelles-Charleroi, donc par le RAVeL 3 qui emprunte le chemin de halage ;
- parcourue dans sa partie nord-est par l'assiette des anciennes lignes de chemins de fer 112A Piéton-Roux et 121 Roux-Lambusart, donc par le RAVeL 1.

#### Terrils du Martinet
Sur le site du triage-lavoir, de la fabrique d'agglomérés et du puits d'extraction no 4 du charbonnage de Monceau Fontaine.

#### Terril Naye-à-Bois
Le terril Naye-à-Bois, qui se nomme également le terril des Couloutes, se trouve à la limite entre Roux et le quartier de La Docherie, appartenant à la localité de Marchienne-au-Pont.

## Économie

### Généralités
Si, sur le plan purement historique, il ne se passa pratiquement rien de 1830 - la révolution belge et l'indépendance - à 1886 - les révoltes du prolétariat, Roux connaît une croissance extraordinaire favorisée par l'existence du canal et, en 1843, la mise en exploitation de la première relation ferroviaire Charleroi-Bruxelles via Marchienne-au-Pont-Luttre-Manage-Braine-le-Comte-Hal, la mise en exploitation en 1874 de la relation ferroviaire secondaire vers Piéton et, de 1872 à 1874 de la seconde relation ferroviaire (plus directe) Charleroi-Bruxelles via Marchienne-au-Pont-Luttre-Nivelles-Braine-l'Alleud, et enfin la mise au gabarit de 300 T. du canal de 1879 à 1893.

### Industries du passé
L'almanach du commerce et de l'industrie de Tarlier nous apprend qu'en 1870, il y avait à Roux :
- 12 fermiers,
- 1 constructeur de bateaux,
- 3 brasseries,
- 6 briqueteries,
- 1 fabrique de chandelles,
- 8 fabricants de clous,
- 1 fonderie de cuivre,
- 2 fabriques d'enclumes,
- 6 exploitations houillères :
  - Monceau-Fontaine et Martinet,
  - Nord de Charleroi, dont la concession de Sart-lez-moulin située sur Roux et Courcelles fut la plus importante de la société,
  - Rochelle et Charnois,
  - Amercœur, dont le puits de Naye-à-Bois ferme en 1961[59],
  - Charbonnages Réunis de la Vallée du Piéton,
  - Martinet,
- 2 taillandiers (fabricants d'outils de coupe),
- 1 tannerie,
- 2 tonneliers,
- 3 verreries :
  - Société des Verreries de Roux,
  - Société des Verreries de l'Espérance,
  - S.A. des Glaces et Verreries du Hainaut.

#### Agro-alimentaire

##### Exploitations agricoles
Roux n'a pas été une localité à vocation essentiellement agricole, quelques exploitations agricoles y ont cependant prospéré depuis des temps reculés, telle la Cense du Marais dont il est fait mention en 1526, 1706, 1786 et 1788.
Le nombre de 12 en 1870 (voir plus haut) passe à 11 en 1875, 13 en 1880, 8 en 1885, 15 en 1890, 16 en 1900, 15 en 1905, 18 en 1910, 11 en 1925.

##### Moulins

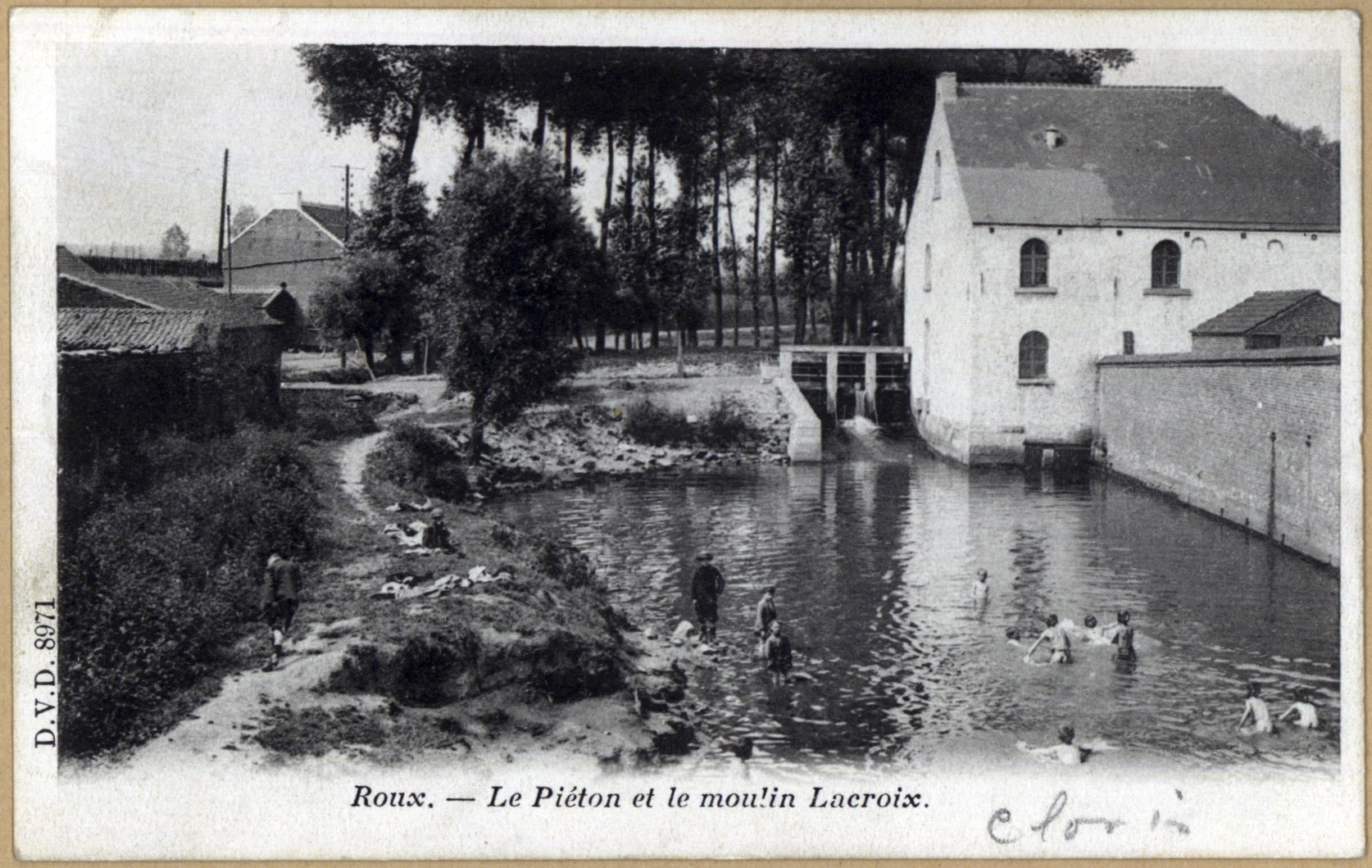
Le Piéton et le moulin Lacroix.

Roux a connu 4 moulins au cours de son histoire :
- un moulin sur le Ry Plomcot;
- déjà cité dans le « Descriptio villarum » de l'abbaye de Lobbes en 868, le vieux moulin sur le Piéton est connu sous le nom de « Moulin Lacroix » au moment de sa démolition en 1952 ; sa capacité était en 1927, 20 sacs/24h (document Hannonia, 1927). Étant une des plus anciennes constructions de la localité, il en est devenu le symbole; ses fondations étaient encore visibles près du pont du canal, en 1977;
- le moulin Hembise, édifié vers 1860, racheté plus tard par la Société coopérative « La Concorde », actionné par la vapeur, ensuite par l'électricité; sa capacité était en 1927, 150 sacs/24 h (document Hannonia, 1927).
- le moulin Brachot, édifié entre 1880 et 1885, actionné par la vapeur, ensuite par l'électricité; sa capacité était en 1927, 40 sacs/24 h (document Hannonia, 1927).

Les trois derniers furent démolis pour élargir le canal au début des années 1950.

##### Brasseries
- Brasserie Sainte-Anne aux Aiselies : fondée probablement en 1834, elle produit e.a. la « Syndicale », la « Rovienne », la « Luna », la « Pat's » et la « Zug » et différentes bières de table. Elle cesse ses activités en 1978, bien après les autres brasseries locales.
- Brasserie Bouillon : déjà citée dans l'Almanach de Tarlier en 1851, elle cesse ses activités en 1923.
- Brasserie Dussart : elle porte ce nom jusqu'en 1910. Baptisée ensuite « Brasserie de l'Espérance », elle cesse ses activités en 1923.
- Brasserie Philippe : fondée peu avant 1890 au no 36 de la rue de Courcelles, elle arrête la production de bière durant la Première Guerre mondiale, la reprend en 1919 et cesse ses activités en 1959. Elle produisait à cette époque de la « Saison », de la « Vieille Belge » et le « Stout 42 »
- Brasserie Dandois : située rue de Gosselies, produit de 1905 à 1927.
- Brasserie Struman : située rue général Leman, produit de 1906 à 1923[62].

#### Charbonnages
- Généralités : si Roux se situe géographiquement en plein cœur du bassin houiller, il n'y eut que deux puits creusés sur le territoire de la commune, le puits Paradis du Charbonnage de la Rochelle, situé en plein centre de la localité et le puits de Naye-à-Bois des Charbonnages d'Amercœur. Trois grosses sociétés charbonnières se partagent majoritairement l'exploitation du sous-sol : Centre de Jumet, Amercœur et Monceau-Fontaine.
- Société des Charbonnages de la Rochelle et Charnois : l'exploitation de la Rochelle était déjà mentionnée en 1542 comme appartenant au Prieuré de Sart-les-Moines. Le « Charbonnage de la Rochelle et Charnois », puits « Paradis » surnommé « Le Merveilleux », disparaît en 1892 car non rentable et dangereux, constamment sous eaux malgré son équipement performant. Il avait atteint une profondeur d'extraction de 508 mètres et occupait 265 mineurs de fond et 155 mineurs en surface[63],[64],[65].
- Charbonnages du Centre de Jumet : leur triage-lavoir et leur rivage sont implantés à Roux, avec débouchés fluvial et ferroviaire. Le puits Saint-Quentin est creusé à Jumet-Heigne; le puits Saint-Louis très rentable de cette société, creusé en 1889 et exploité depuis 1891, est le dernier à fermer, le 30 septembre 1967[66],[67].
- Charbonnages d'Amercœur : ce charbonnage avait son triage-lavoir à l'emplacement actuel de la centrale électrique Electrabel dite « d'Amercœur » ; il exploite sur le territoire de Roux le puits de Naye-à-Bois, productif depuis des temps reculés ; en 1765, la concession est déjà dotée d'une machine à feu d'exhaure Newcomen. En 1955, Naye-à-Bois emploie 150 mineurs de fond et 60 mineurs de surface pour extraire des charbons maigres et demi-gras provenant des étages 141, 183, 247, 308, 371, 585 et 790 mètres, les étages de 850 et 900 mètres ayant été abandonnés à cette époque. L'exploitation cesse en 1961[68].
- Le puits no 4 des charbonnages de Monceau-Fontaine : situé au lieu-dit « Martinet », à la limite de Monceau-sur-Sambre, l'extraction à cet endroit du charbon à faible profondeur - les cayats - remonte au moins à 1722. En 1838, il est relié au canal par chemin de fer; il est repris en 1852 par le charbonnage de Monceau-Fontaine après la faillite des Charbonnages du Martinet en 1850. L'extraction du charbon cesse en 1969, tandis que le triage-lavoir voisin ferme le 31 mars 1980[69],[70].

#### Industrie verrière

##### Verreries
- Verrerie Mayence (L'Espérance) : située rue de Gosselies. Martin-André Opperman y fait construire un four à bassin - dont il est un des inventeurs - en 1875.
- Verreries Bougard :...où se déroula la fusillade du 27 mars 1886. Situées à l'emplacement actuel de la place Wauters, elles apparaissent déjà comme un ensemble d'imposants bâtiments sur une lithographie de Canelle datant de 1840. Appelées successivement Botte, Lebrun et Bougard, elles cessent progressivement leurs activités après l'incendie de 1886 et sont démolies dix ans plus tard.
- S.A.des Verreries de Roux : en 1930, au moment où elle devient une des 18 divisions d'Univerbel, son four alimente 8 étireuses Fourcault et sa capacité annuelle est de 2 400 000 m2; elle est la dernière fabrique rovienne de verre plat puisqu'elle ferme ses portes en 1936. Avant 1930, elle s'appelait successivement Monnoyer, Verrerie du Piéton, Verres Spéciaux de Roux[71],[72].

##### Glaceries
- Glaceries et verreries du Hainaut : établies dans l'actuelle rue des Alliés, près du lieu-dit Plomcot, elles cessent leurs activités au début du XXe siècle. L'Almanach Tarlier signale qu'elles ont recueilli des médailles aux expositions d'Amsterdam (1869), Vienne (1875), Philadelphie (1876), Bruxelles (1876), ainsi qu'une médaille d'or, à Paris, en 1878.
- S.A. des Glaces de Charleroi à Roux : société fondée en 1890, elle occupe un millier d'ouvriers sur 50 Ha peu avant la Première Guerre mondiale. Jusqu'en 1930 environ, son programme de fabrication comprend :
  - les glaces sous formes brutes, polies, argentées et biseautées pour miroiterie et vitrage ;
  - les verres spéciaux, martelés, striés, losanges, sablés, etc. pour vitrages de grandes toitures, gares de chemin de fer, usines ;
  - les verres colorés cathédrales, verres imprimés blancs et colorés pour vitraux et décoration de vitrages, vérandas, etc ;
  - comme spécialité, le verre armé, les verres prismatiques et les dalles lumineuses.

Fusionnée le 30 juillet 1931 avec la société Mécaniver, elle forme la société Glaver. Depuis cette époque, la division de Roux a produit du verre coulé, coloré, imprimé et armé. Fusionnée avec Univerbel en 1961, elle devient Glaverbel. Dernière glacerie encore en activité à Roux sous la bannière du conglomérat japonais Asahi Glass, elle a produit du verre ultra transparent pour panneaux photovoltaïques avant sa fin d'activité en 2014.

##### Miroiteries
- Miroiterie de Charleroi : établie rue de Gosselies. On y fait des encadrements, des plateaux à liqueurs, etc. Elle a cessé ses activités.
- Miroiterie de l'Alliance : établie à Plomcot et complètement démolie dans les bombardements de 1944; rebâtie après la guerre, elle se spécialise dans le biseautage et l'argenture, mais cesse ses activités en 1964[74].

#### Industries diverses

##### Industries du métal
- La clouterie : nombre de fabricants : 7 en 1870, 5 en 1880, 4 en 1900, 3 en 1905 et 1 en 1925.
- Fonderies Georges Hupp : spécialisées dans la fabrication de matériel de distribution d'eau et d'égouttage, elles emploient encore 70 ouvriers lors de leur fermeture en 1932.
- Ateliers Wattelar-Francq : établis près de l'emplacement actuel de la centrale électrique, spécialisés dans la fabrication de chaînes, fermés après la crise de 1929.
- Établissements G. Liard : pendant plus de 50 ans, c'est un des fleurons de l'industrie locale. Elle met en œuvre et exploite les brevets déposés par Joseph Termotte en matière de fabrication de joints spéciaux pour pompes de navires. Détruits lors des bombardements de 1944, les bâtiments sont reconstruits après la guerre. Absorbés par la multinationale américaine Garlock, ils ferment définitivement en 1978. Les bâtiments sont aujourd'hui occupés par le C.P.A.S. de Charleroi, rue de Marchienne, au lieu-dit Plomcot.
- Laminoirs du Plomcot : établis sur les vastes terrains situés entre l'ancienne gare de Roux et le carrefour de Plomcot, ils occupent jusqu'à 500 ouvriers. Victimes de la crise de 1929, ils sont rachetés en 1930 par un concurrent qui s'empresse de les raser.

##### Centrales électriques
- Vers 1900, la société « Traction électrique » tombe en faillite; elle produisait depuis 1895 du courant électrique pour le halage des péniches au moyen de motrices sur rail.
- La première centrale électrique à destination du public est inaugurée en janvier 1901 à l'emplacement du charbonnage de la Rochelle (près de la rue de la Rochelle); en 1901, elle dispose de 600 CV pour desservir 6 communes, en 1909 de 5 700 CV pour 14 communes, en 1917 de 14 000 CV pour 17 communes[75].
- L'actuelle centrale dite « d'Amercœur », érigée à l'emplacement du triage du charbonnage du même nom, fonctionne depuis fin 1968. L'unité no 1 de type Turbine-Gaz-Vapeur a vu sa capacité portée à 428 MWe, l'unité no 2 aura à l'avenir la même capacité. Une liaison souterraine HT de 380 kV achemine le courant produit vers le poste HT ELIA de Courcelles.

### Commerces du passé
Puisque le secteur industriel est florissant, le commerce local est également très florissant. Pour exemple exhaustif, le précieux Almanach du commerce et de l'industrie de H. Tarlier, édition 1920, fournit les renseignements suivants pour Roux :
- 59 auberges et estaminets,
- 11 barbiers,
- 23 marchands de beurre,
- 7 bijoutiers-horlogers,
- 4 marchands de bois,
- 6 magasins de bonneterie,
- 20 bouchers,
- 19 boulangers,
- 15 charcutiers,
- 14 magasins de chaussures,
- 7 couteliers,
- 14 marchands de tabac,
- 15 marchands de draps et aunages,
- 38 épiciers,
- 4 marchands de faïences et porcelaines,
- 5 imprimeurs-libraires,
- 2 libraires-papetiers,
- 8 lingeries,
- 6 modistes,
- 1 marchand d'instruments de musique,
- 8 poêliers-serruriers,
- sur le plan de la santé publique, 4 médecins et 5 sages-femmes.

## Sports et vie associative

### Sports

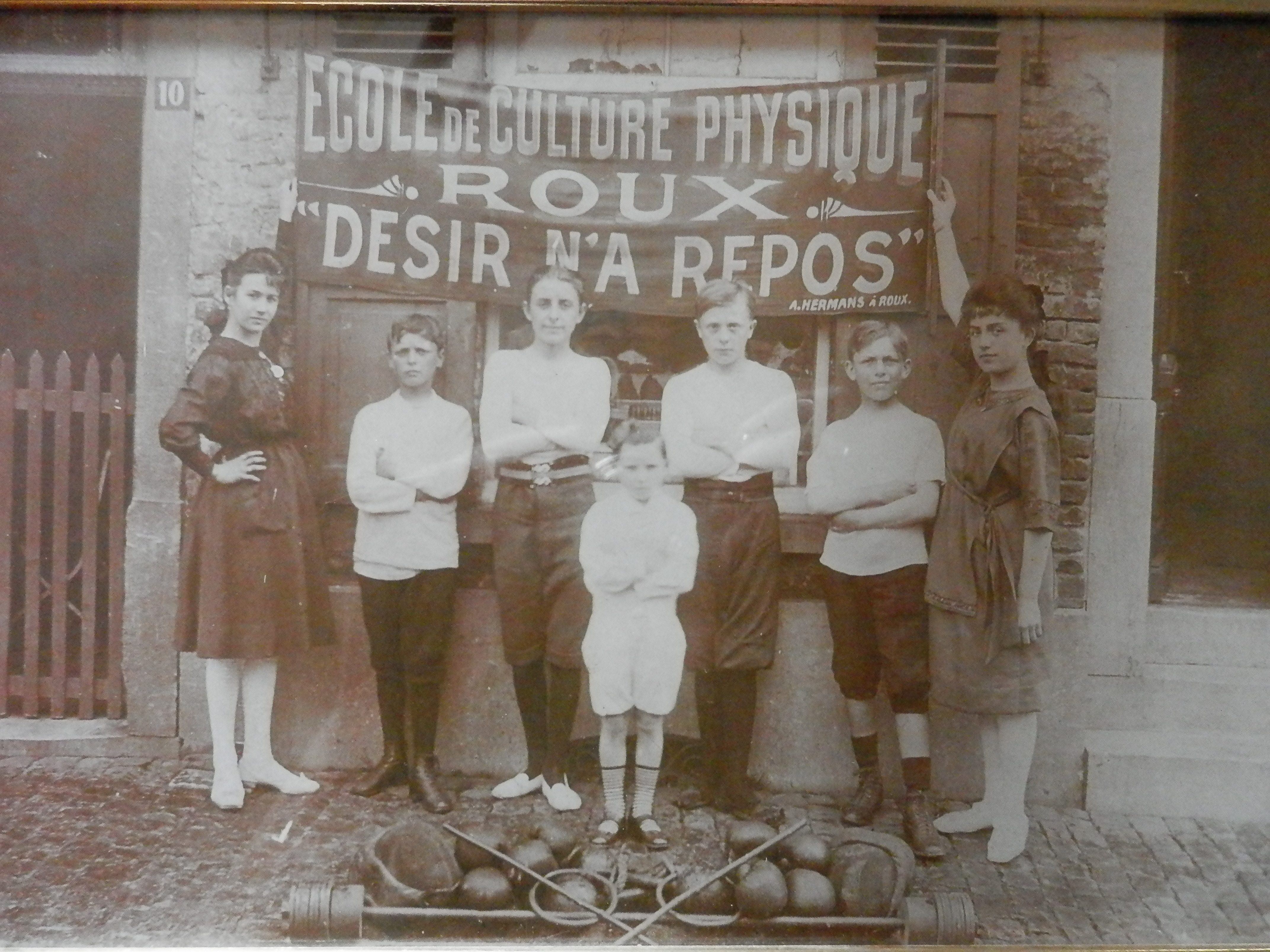
École de culture physique : désir n'a repos.

#### Complexe sportif de Roux

##### Bâtiments
Rue des Couturelles - à sens unique de circulation - ouvrant sur la rue Général-Leman.

##### Infrastructure
Salle pour arts martiaux, hall omnisports, hall polyvalent, piste d'athlétisme et terrain de football.

##### Disciplines pratiquées
Aérobic, aéromodélisme, aïkido, badminton, basket-ball, football, football américain, futsal, gymnastique, karaté, judo, kempo, psychomotricité, roller derby, tae kwon-do, tai chi chuan et volley.

#### Autres terrains de sports
- Terrain de sports de la rue des Prés.
- Terrain de Roux Sports[77].

## Personnalités
- Burchard de Worms (965-1025)[78]
- Jules Boulvin (1855-1920) : né à Roux en 1855, il est d'une étonnante précocité. Ayant terminé ses études primaires à l'âge de 8 ans, ses humanités à 14 ans, il entre pendant ses vacances au service de la Société de construction de chemins de fer de Trazegnies où il apprend la topographie. Il se voit confier la responsabilité du tracé et du nivellement du tronçon de ligne Trazegnies-Courcelles, tâche dont il s'acquitte parfaitement. À 16 ans, il entre aux Écoles spéciales de l'université de Gand et en sort ingénieur à 21 ans, premier de sa promotion. Après avoir suivi à Cherbourg les cours de l'École d'application du génie maritime, il est, à 23 ans, nommé à l'université de Gand comme chargé du cours de mécanique appliquée aux machines. Il devait exercer cette charge jusqu'à l'avant-veille de sa mort, en 1920. Une rue de Roux porte son nom.
- Edmond Foulon (1868-1944) : né à Roux en 1868, mort à Bruxelles en 1944, il contribue largement au développement ferroviaire de la Belgique. On lui doit e.a. le développement du réseau campinois destiné à desservir le nouveau bassin houiller. Après la Première Guerre mondiale, il participe activement à la restauration du réseau des chemins de fer belges. En toute logique, la rue qui dessert le point d'arrêt non géré de Roux porte son nom.
- Jules Bastin (1889-1944) : général dans l'armée belge et chef d'un mouvement dans la Résistance[79].
- François Masai (1909-1979) : philologue, codicologue, historien de la philosophie et du monachisme chrétien belge.
- Lukas Kordupel (1997-) : espoir sportif né à Roux, double champion de Belgique d'escrime.[réf. nécessaire]